# Radio Plai
Radio Plai este un post de radio în limbă română din Republica Moldova care difuzează muzică ușoară și populară.

## Frecvențe de emisie
- Orhei - 92.6 FM
- Chișinău - 97.2 FM
- Cahul - 98.2 FM
- Cimișila - 98.8 FM
- Briceni - 100.5 FM
- Ștefan Vodă - 100.6 FM
- Căușeni - 101.5 FM
- Mîndreștii Noi - 102.9 FM
- Cărpineni - 104.1 FM
- Criuleni - 104.6 FM
- Florești - 106.8 FM